# Georges de La Tour
Georges de La Tour (Vic-sur-Seille, cerca de Nancy, Lorena, 13 de marzo de 1593-Lunéville, 30 de enero de 1652), fue un pintor francés barroco. Fue un pintor famoso en vida, aunque tras su muerte cayó en el olvido hasta el siglo XX, cuando su obra fue redescubierta por varios investigadores, en especial el historiador del arte Hermann Voss.

## Vida
Nació en Vic-sur-Seille (Lorena), segundo de los siete hijos de un tahonero, Jean de La Tour, y de una hija de panaderos, Sibylle Mélian. Vic era una villa episcopal, perteneciente al obispo de Metz (y por tanto a Francia, pese a hallarse en el territorio del Ducado de Lorena, por aquel entonces independiente), y era un centro católico en medio del protestantismo de la región. El duque de Lorena estaba en continua guerra con el rey de Francia.
Se formó en Nancy, capital de Lorena. No se sabe si permaneció en su tierra natal toda su vida, conociendo la obra de los tenebristas italianos y holandeses por la circulación de artistas y de obras, o bien si viajó a Italia y los Países Bajos, pues estos viajes no constan claramente documentados. De haber tenido lugar, se señalan las fechas de 1610-1615 para su viaje a Roma y 1615-1620 para Utrecht.
En 1616 regresó a Vic, y al año siguiente se casó con la noble Diane Le Nerf, hija de un tesorero del duque de Lorena. En 1619 nació su primer hijo, Philippe, que vivió poco. En 1620 se instaló en Lunéville, capital de la región, y acogió un aprendiz, Claude Baccarat. Al año siguiente nació su hijo Étienne. En 1623 recibió varios encargos del duque Enrique II. Entre 1625 y 1630 fue un periodo de prosperidad, con abundante trabajo, el nacimiento de varios hijos más y la incorporación de más aprendices. 
A partir de 1630 empezaron las penurias: la región de Lorena estaba en disputa entre Francia y Austria, por lo que los ejércitos franceses e imperiales la recorrieron y devastaron varias veces. Entre 1631 y 1635 padeció los efectos de la Guerra de los Treinta Años: tumultos, epidemias como la peste, rapiñas de las milicias, forajidos y rebeliones, además del incendio de Lunéville (1638). En 1636 acogió un nuevo aprendiz, su sobrino François Nardoyen. Hacia 1639 parece que marchó a París, ya que en un documento de la época es mencionado como «pintor oficial del rey» (Luis XIII).  
Volvió a Lunéville en 1643, donde admitió otro aprendiz, Chrétien George. Desde ese año y hasta su muerte fue el encargado de confeccionar un cuadro cada año en nombre de la ciudad de Lunéville para el gobernador francés, Henri de La Ferté-Senneterre (el duque estaba en el exilio). Desde 1646 se asoció con su hijo Étienne, también pintor. Al año siguiente, un documento relativo al matrimonio de su hijo lo nombra como «pintor dotado de pensión real». En 1648 incorporó otro aprendiz, Jean-Nicolas Didelot, el único que demostró cierta habilidad; el contrato estipulaba que además serviría como paje y modelo. Con ocasión de la epidemia de peste, en 1652 murieron el artista y su esposa, así como un criado de la casa. De sus diez hijos solo le sobrevivieron tres: Étienne, Claude y Chrétienne. Étienne ejerció como pintor por un tiempo, pero luego abandonó esa actividad para centrarse en la administración de sus propiedades, y más adelante fue alcalde de Lunéville.
Pintor muy solicitado en vida, cayó después en el olvido. Fue recuperado entre finales del siglo XIX y principios del XX por los estudios de varios investigadores: Alexandre Joly, Luc-Olivier Merson, Hermann Voss y Pierre Landry. En la exposición de los Pintores de la realidad de 1934 en París (término por el que se conoce a varios artistas realistas franceses de comienzos del siglo XVII, como La Tour, Philippe de Champaigne, Nicolas Tournier, Valentin de Boulogne, los hermanos Le Nain, etc.), Charles Sterling presentó un catálogo de trece obras. En 1948, una tesis doctoral dedicada al artista, de François-Georges Pariset, recogía ya varias decenas de cuadros, mientras que en la primera exposición retrospectiva dedicada al pintor, celebrada en París en 1972, se consignaban 31 originales. Hoy en día se le adjudican unas 70 obras, además de varias atribuciones no comprobadas.

## Estilo

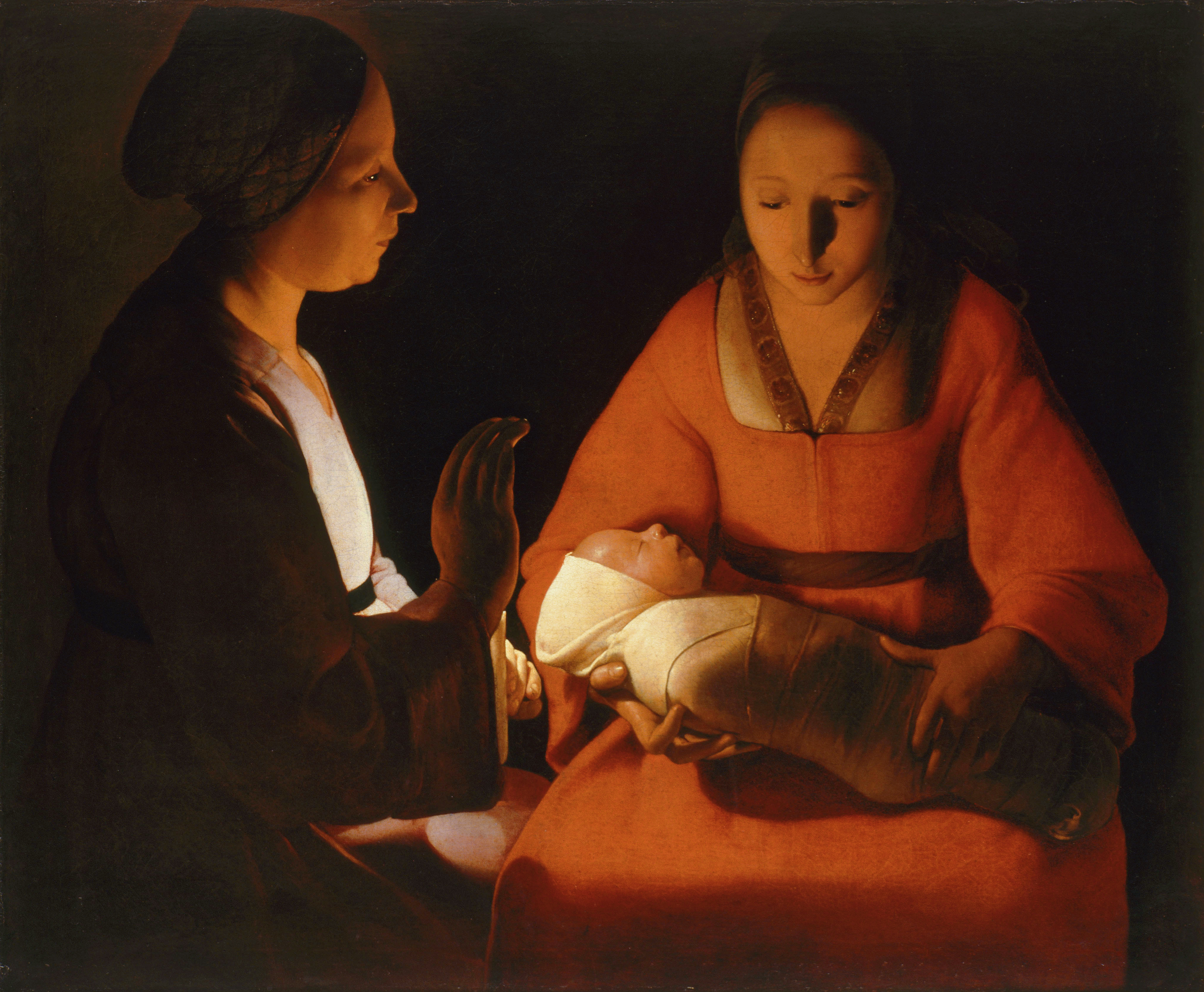
El recién nacido, 1645-1648.

Es el más famoso de los tenebristas franceses. Georges de La Tour recibió la influencia del pintor italiano Caravaggio, y debió conocer asimismo la obra de Carlo Saraceni y Orazio Gentileschi. No obstante, se relaciona más con los tenebristas holandeses de la escuela de Utrecht —en particular Gerard van Honthorst— que con Caravaggio. En los cuadros de Georges de La Tour, el origen de la luz es concreto: una vela, una bujía, una antorcha u otra forma de luz artificial, mientras que en las obras de Caravaggio, la luz provenía de un foco de origen impreciso.
Trata temas religiosos, escenas de género y de devoción, todos ellos con el mismo estilo, hasta el punto de que algunos cuadros no es fácil distinguir si se trata de uno u otro, como puede verse en El recién nacido, que no se sabe si representa en realidad La Natividad. Entre los temas religiosos, pintó con preferencia santos asociados a la peste, especialistas en prevenir el contagio, de ahí sus varias representaciones de San Sebastián que, además, era militar. No trató, sin embargo, el tema de la Pasión. No consta que hiciese retratos, sino que prefería representar a la gente humilde, sobre todo figuras femeninas serias, contenidas, piadosas: mujeres que curan heridos, jóvenes madres con niños, varias Magdalenas.
Tiene un estilo muy personal. La composición es equilibrada y rigurosa, casi geométrica.
Su obra tiene dos etapas: los cuadros «diurnos» de la primera época y los «nocturnos» de la segunda.
El primer período abarca hasta 1638, con cuadros famosos de tahúres y soldados, reflejando un poco la realidad de su Lorena natal, en la que abundaban los soldados jugando, con pícaros. Una fase intermedia viene marcada por su estancia en París (1638-1643).
Su segunda época se inicia a su regreso a Lunéville, en 1643. Pinta entonces cuadros nocturnos en los que predominan las luces nocturnas (p.ej. San José carpintero, en esta página). La iluminación, que proviene generalmente de una vela, ilumina con luz blanca o rojiza las figuras. El resto del cuadro queda en la oscuridad, sin que aparezcan paisajes o arquitecturas. Utiliza una paleta prácticamente monocroma: rojo y negro en las escenas nocturnas, blanco y morado en las diurnas.

## Obra

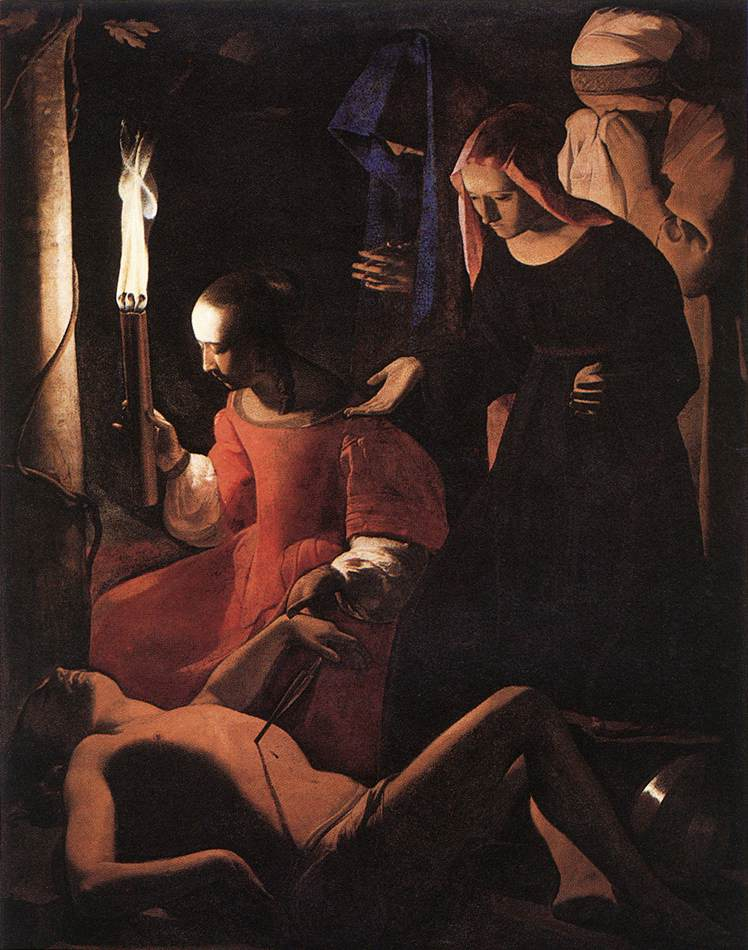
San Sebastián cuidado por Santa Irene (1634-1643), Staatliche Museen, Berlín.

Se le atribuían unas 80 composiciones, aunque los catálogos más exigentes las reducen a la mitad y consideran las restantes como copias. Su datación no es segura.
De la primera época cabe citar:
- Los comedores de guisantes, Museo de Berlín
- Anciano, antes de julio de 1624, M. H. de Young Memorial Museum, San Francisco.
- Anciana, antes de julio de 1624, M. H. de Young Memorial Museum, San Francisco.
- Tocador de zanfonía con perro, Museo municipal, Bergues
- Santiago el menor, Museo Toulouse-Lautrec, Albi
- Riña de músicos, h. 1625-1630 (?), J. Paul Getty Museum en el Getty Center de Malibú.
- San Jerónimo penitente (con sombrero cardenalicio), Museo Nacional, Estocolmo, 153 x 106 cm. Hay otro San Jerónimo penitente en el Museo de Grenoble.
- San Jerónimo leyendo una carta, hallado en el Instituto Cervantes y depositado en el Museo del Prado[1]
- Santo Tomás, Museo Toulouse-Lautrec, Albi
- El tramposo del as de tréboles, colección privada, Ginebra
- El tahúr, h. 1625, Museo del Louvre, París. También conocido como Los tramposos y Tramposo del as de diamantes.
- La buenaventura, h. 1630, óleo sobre lienzo, 101,9 x 123,5 cm, Metropolitan Museum of Art, Nueva York. También conocido como La adivinadora de la fortuna.
- Tañedor de zanfonía, h. 1631-1636 (?), óleo sobre tela, 162 x 105 cm, Museo de Bellas Artes de Nantes. También conocido como El tocador de la mosca.
- Tañedor de zanfonía, de perfil (Ciego tocando la zanfonía), Museo del Prado.

Segunda época:
- El soplador de la lámpara, Museo de Bellas Artes, Dijon.
- El pensamiento de san José, (h. 1640), Museo de Bellas Artes, Nantes.
- San José carpintero, (h. 1642), óleo sobre tela, 132 x 98 cm (otras fuentes: 137 x 101 cm), Museo del Louvre, París.
- Magdalena penitente, llamada Magdalena Fabius, National Gallery of Art, Washington.
- Magdalena penitente, llamada Magdalena Terff, h. 1642-1644, óleo sobre tela, 128 x 94 cm, Museo del Louvre, París.
- Magdalena penitente, llamada Magdalena Wrightsman, Metropolitan Museum of Art, Nueva York.
- La adoración de los pastores (h. 1644), óleo sobre tela, 107 x 137 cm, Museo del Louvre, París.
- El recién nacido (1645-1648), óleo sobre tela, 76 x 91 cm, Museo de Bellas Artes, Rennes. Cuadro enigmático, que no se sabe si representa, en realidad, una Natividad con la Virgen María, el niño Jesús y Santa Ana. Está bañado por una luz rojiza.
- Job menospreciado por su mujer, Museo provincial de los Vosgos, Épinal. También conocido como Job burlado por su mujer.
- San Sebastián cuidado por Santa Irene o San Sebastián asistido por Santa Irene. Hay varias versiones, destacando la del Museo del Louvre de París y la de Berlín. Esta última se cree que es la versión de fecha más tardía. Mide 160 x 129 cm.
- Las lágrimas de san Pedro (1645), Museo de Arte, Cleveland. Uno de los pocos cuadros de La Tour que lleva fecha y firma.
- San Alejo (1648), hoy perdido.
- La negación de san Pedro (1650), Museo de Bellas Artes, de Nantes. Igualmente, lleva fecha y firma.
- Mujer de la pulga, Museo histórico lorenés, Nancy.

## Galería

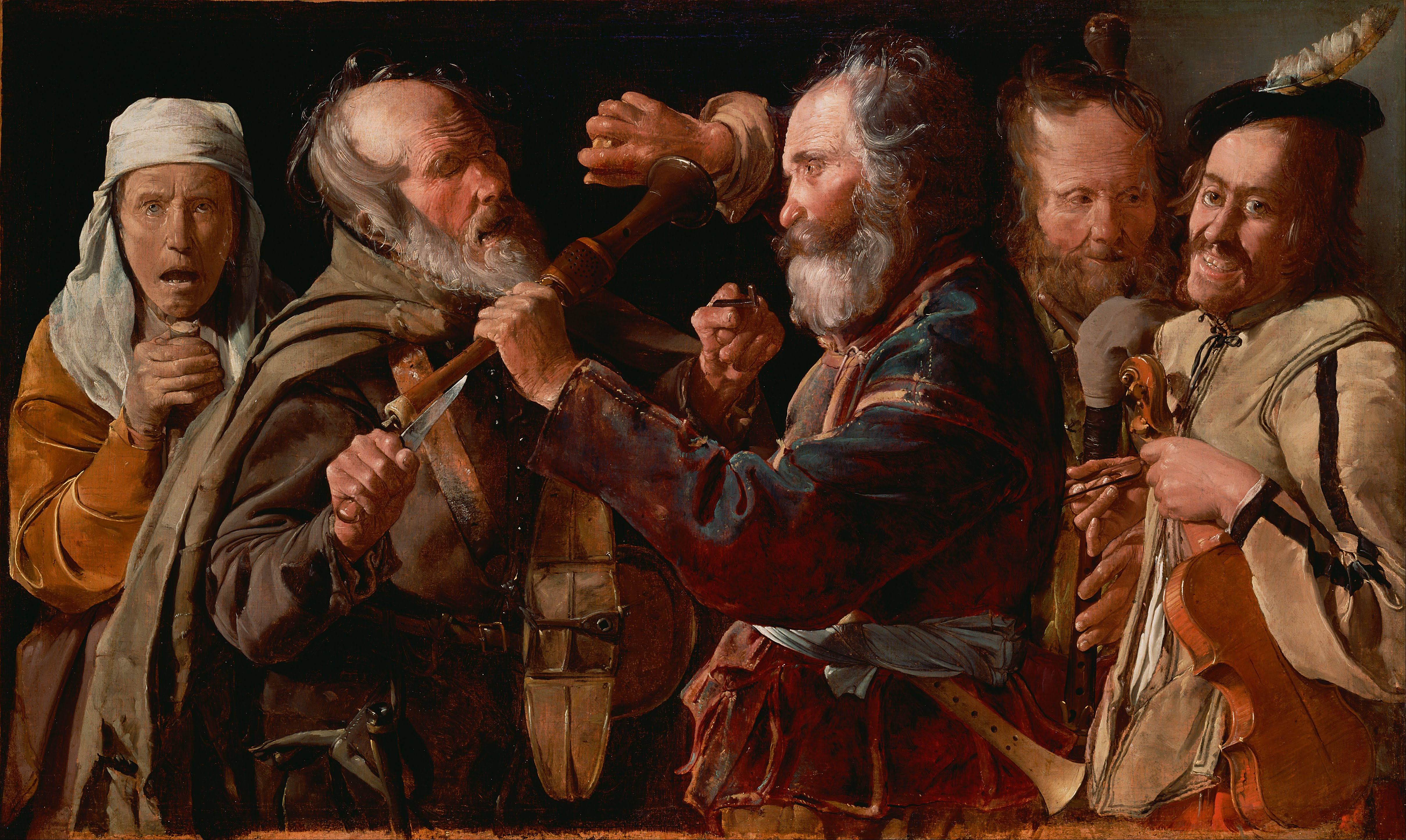
Riña de músicos, (1625-1630), óleo sobre lienzo, 94,5 x 142 cm, Getty Center, Los Ángeles.
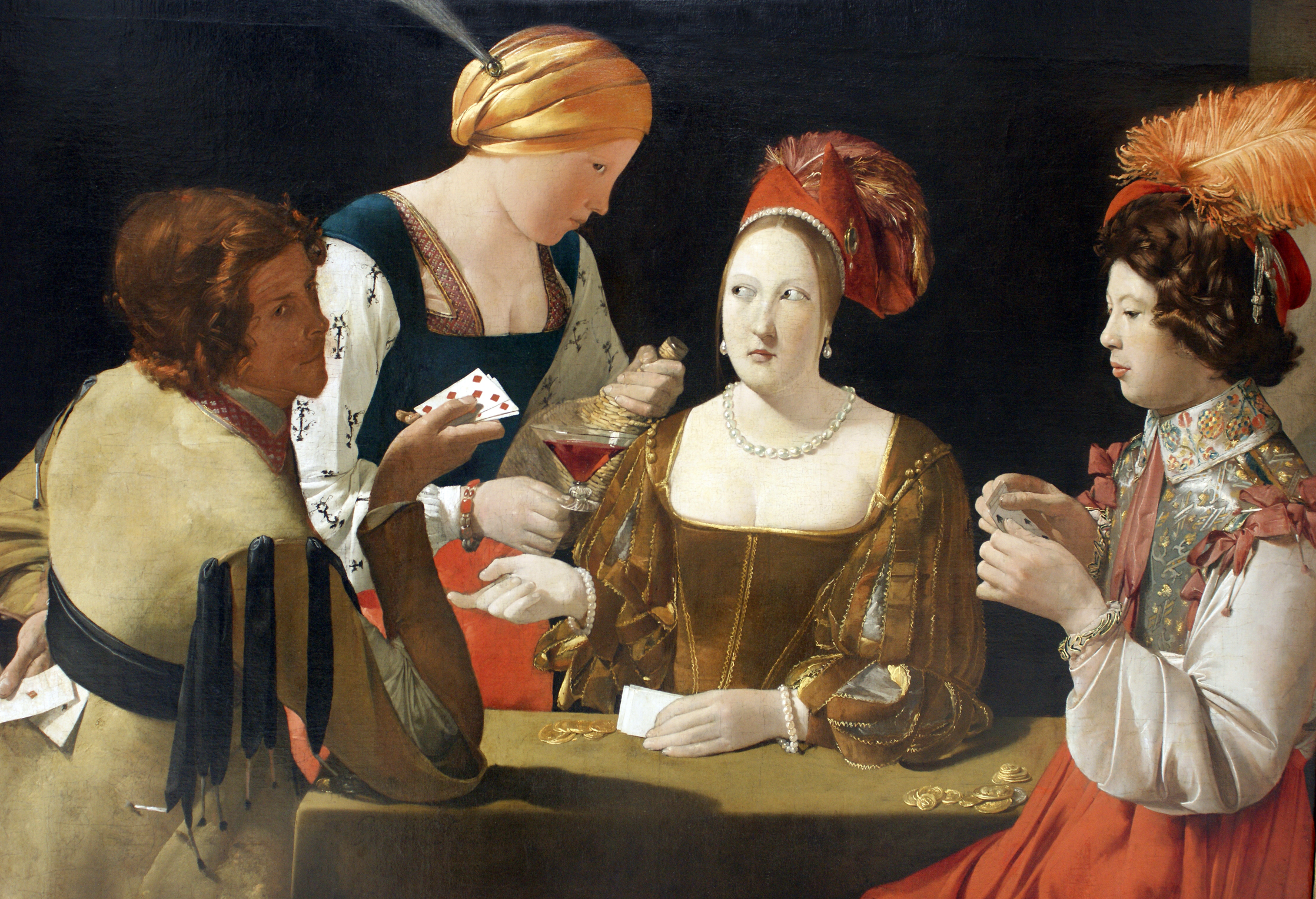
El tramposo del as de diamantes, también conocido como Tahúr con un as de espadas, en español conocido como El tahúr, hacia 1630, óleo sobre lienzo, 106 x 146 cm, Museo del Louvre, París.
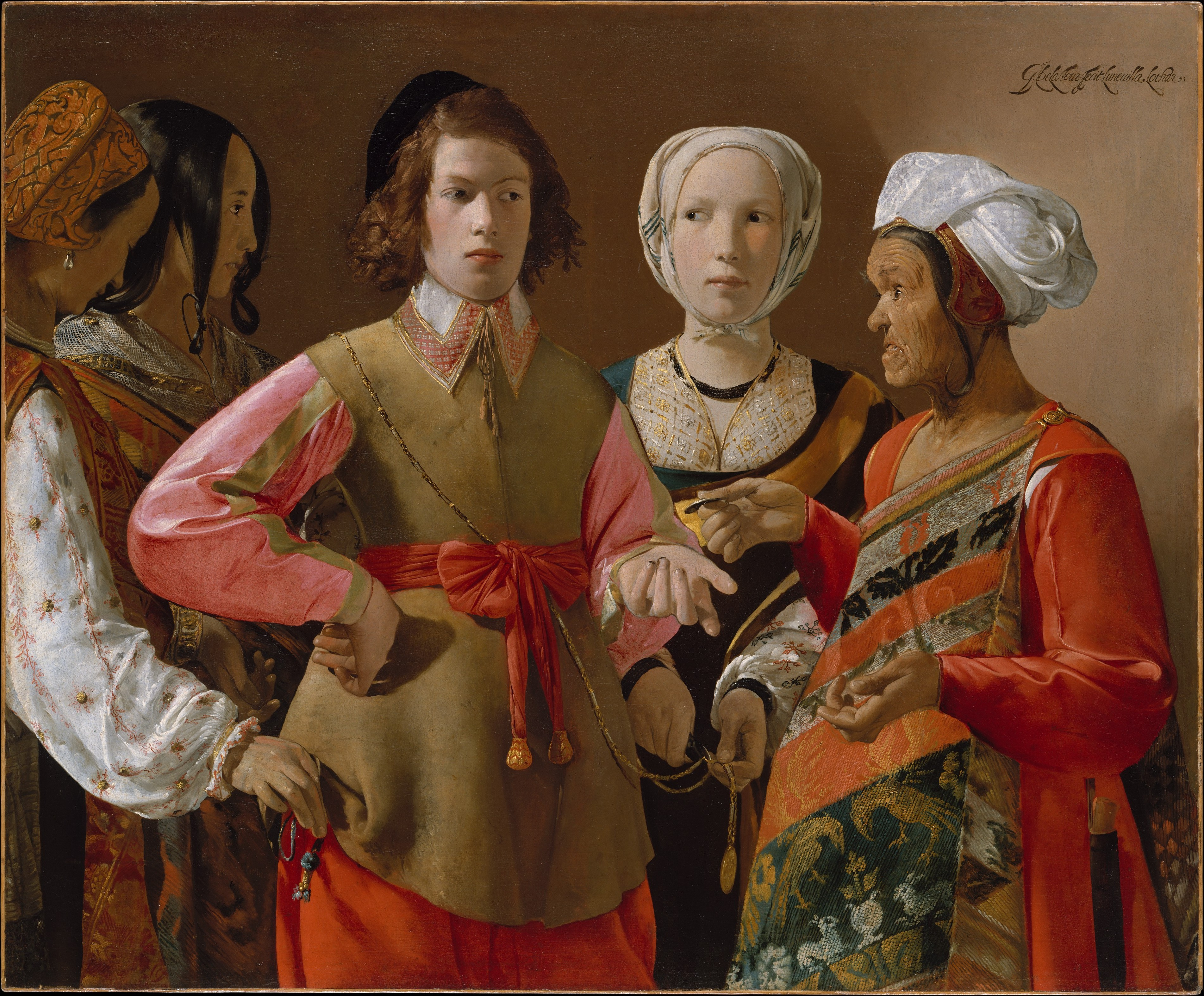
La buenaventura, 1633-1639, óleo sobre lienzo, 102 × 123 cm, Museo Metropolitano de Arte, Nueva York.
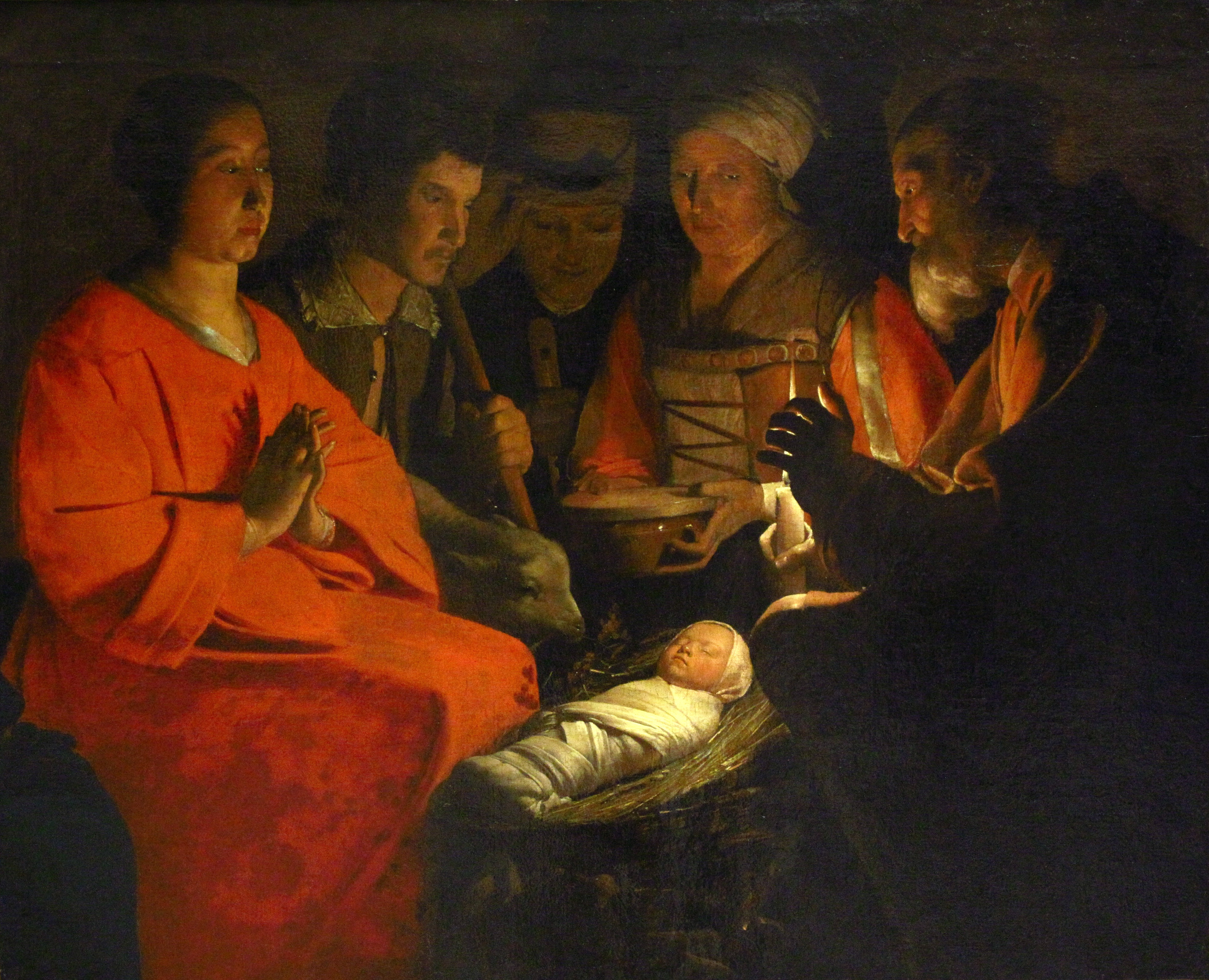
La Adoración de los pastores, h. 1644.
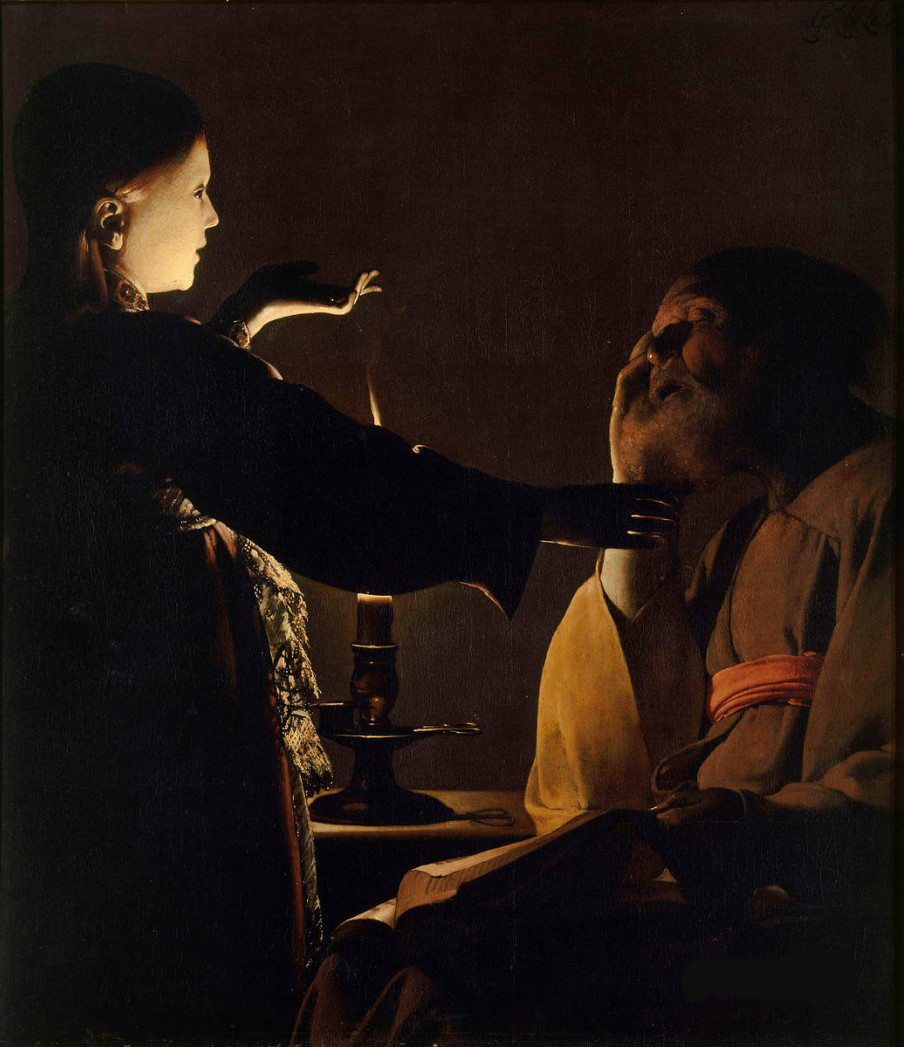
El pensamiento de San José, 1640.

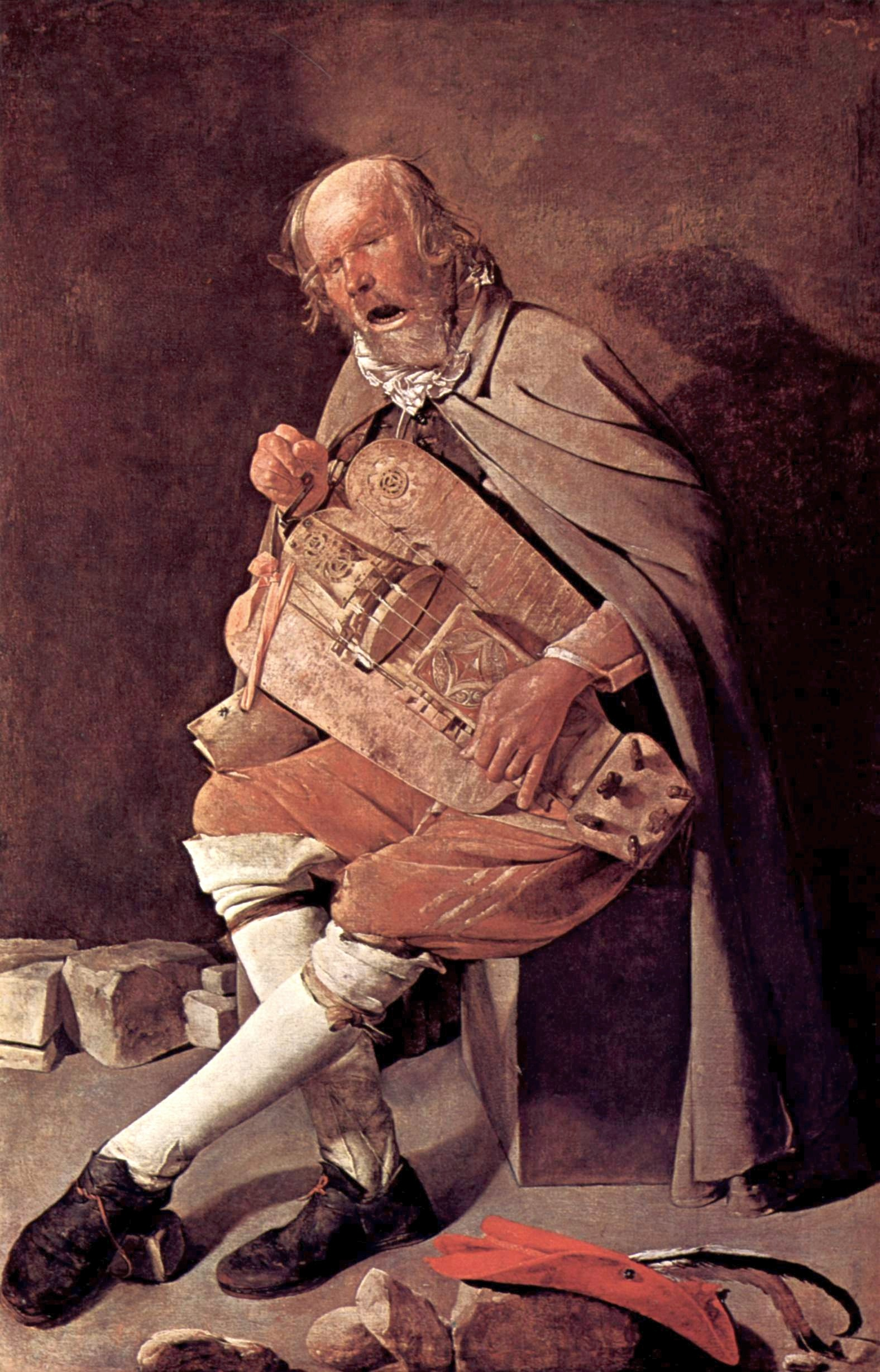
Tocador de zanfonía, h. 1631-1636, Museo de Bellas Artes de Nantes.
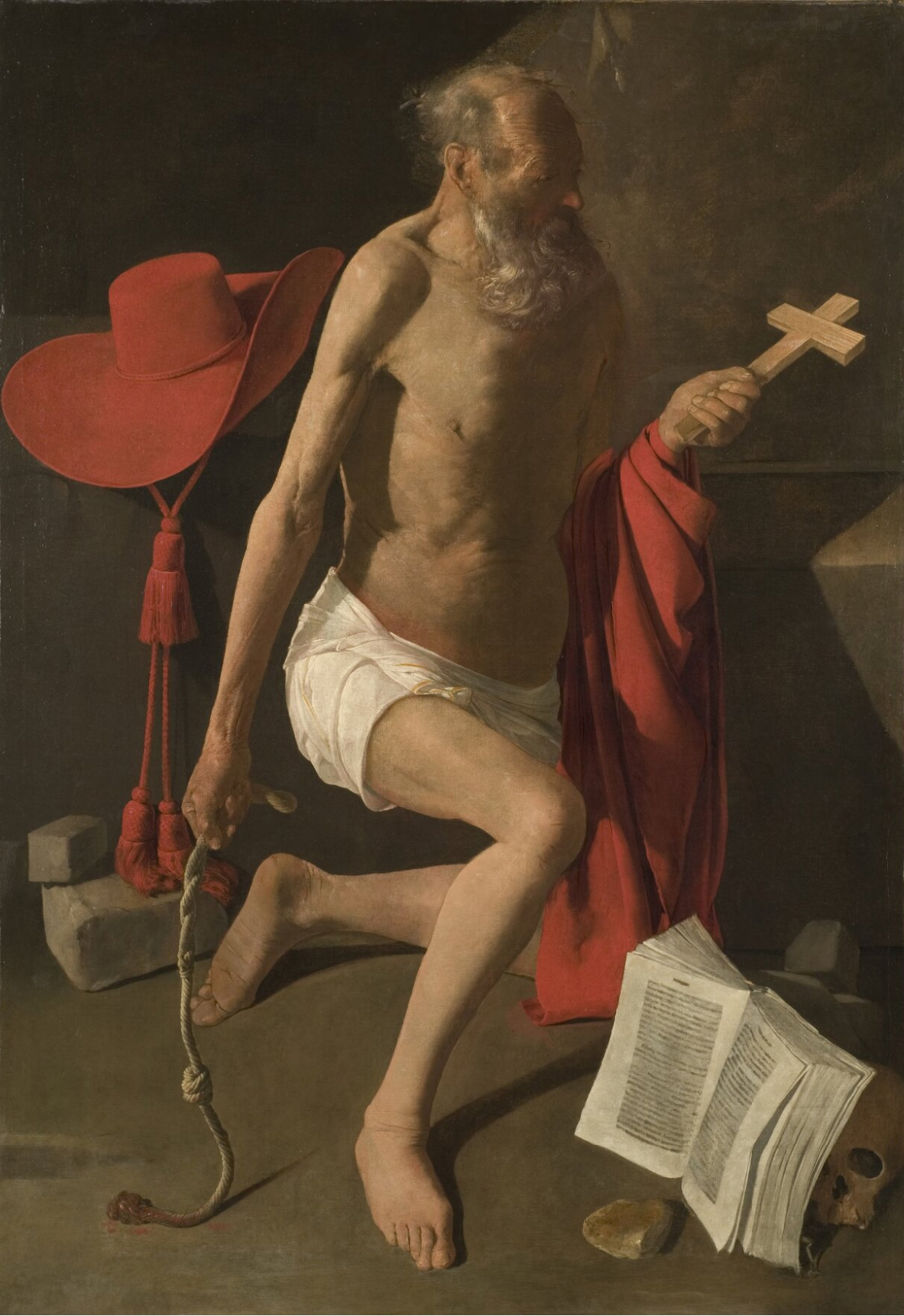
San Jerónimo penitente (con sombrero cardenalicio) , 1624-1650, Museo Nacional de Estocolmo.
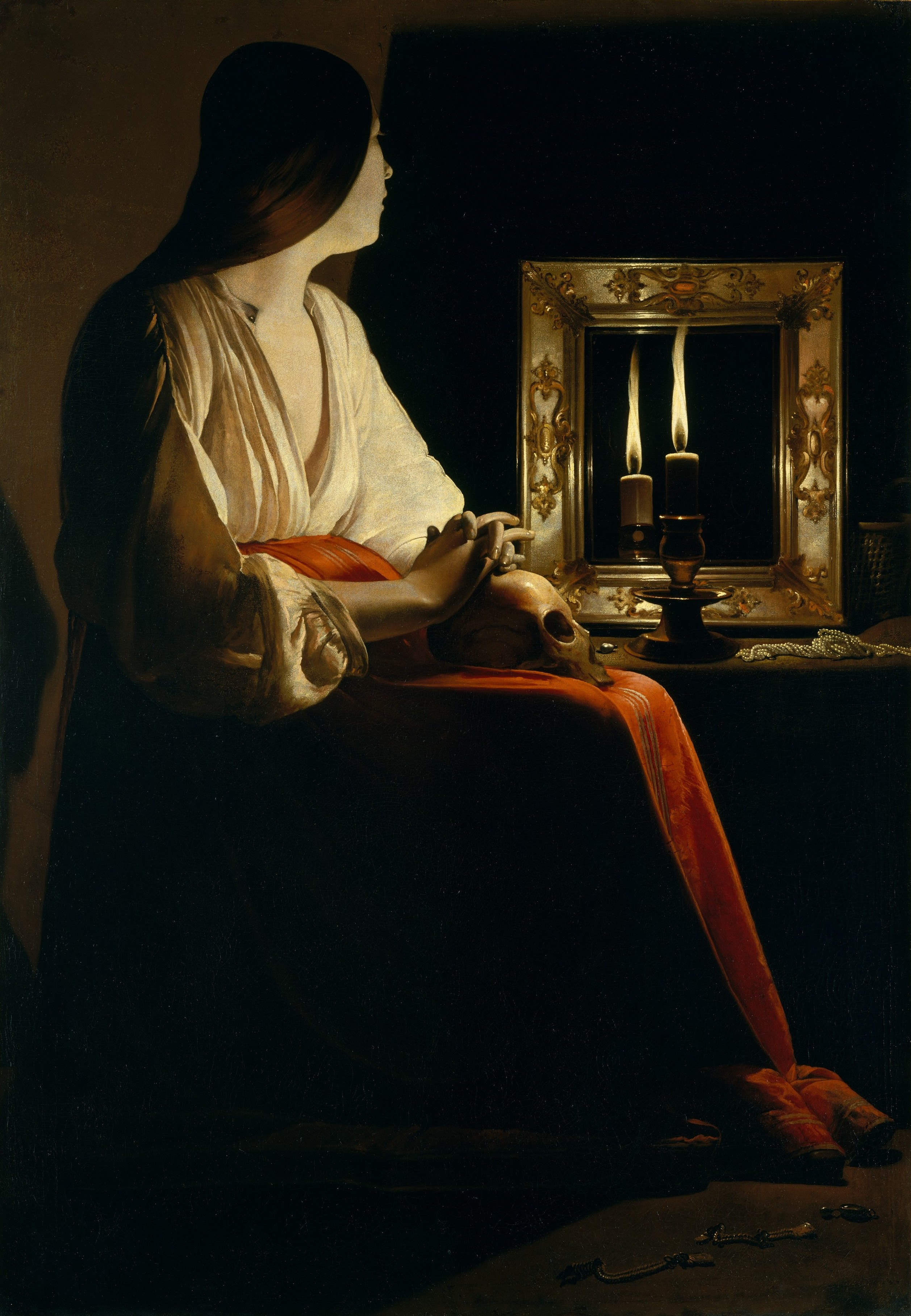
Magdalena penitente, 1625-1650. Museo Metropolitano de Arte, Nueva York
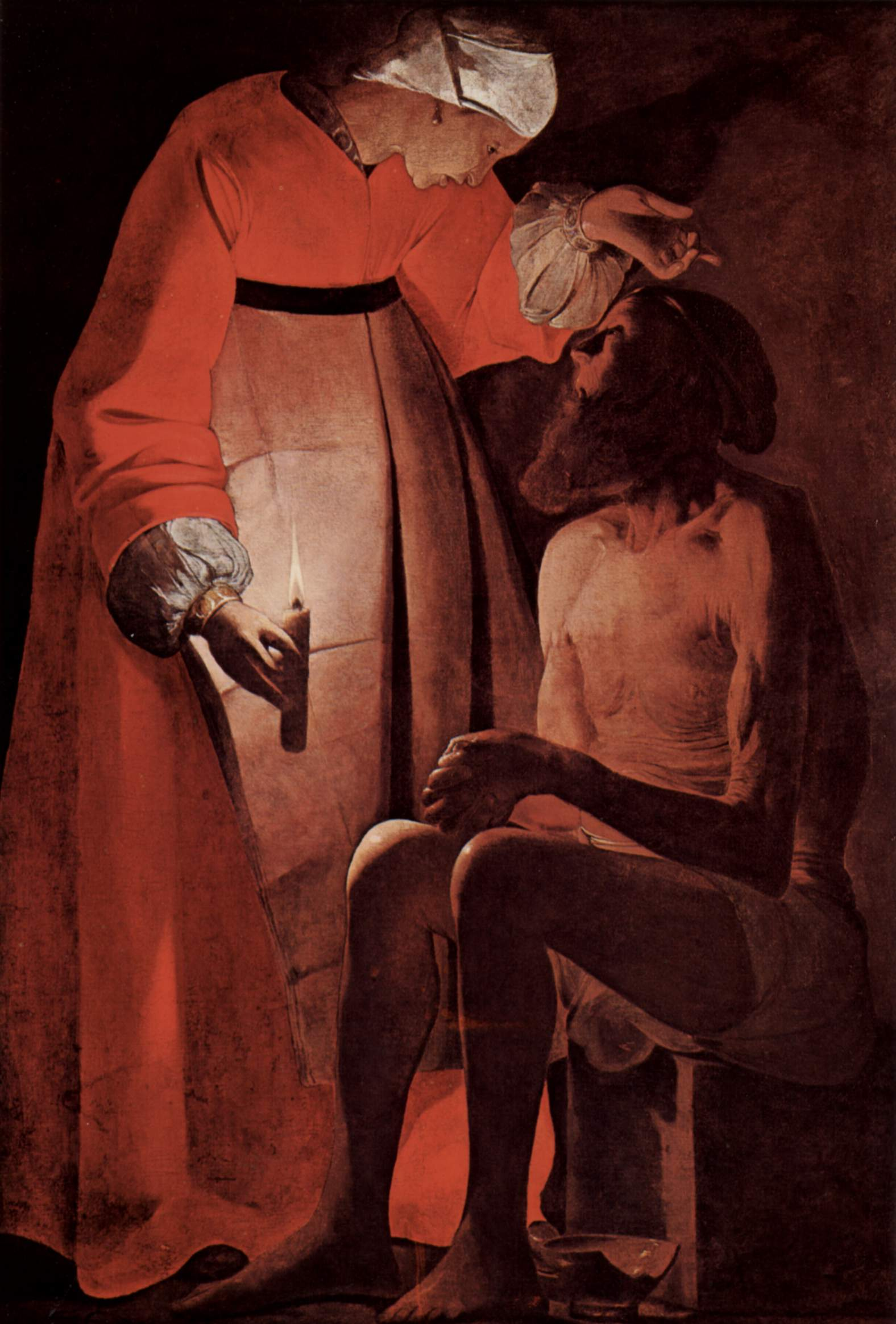
Job menospreciado por su mujer, fecha desconocida, óleo sobre lienzo, 145 × 97 cm, Museo de Vosges, Épinal.
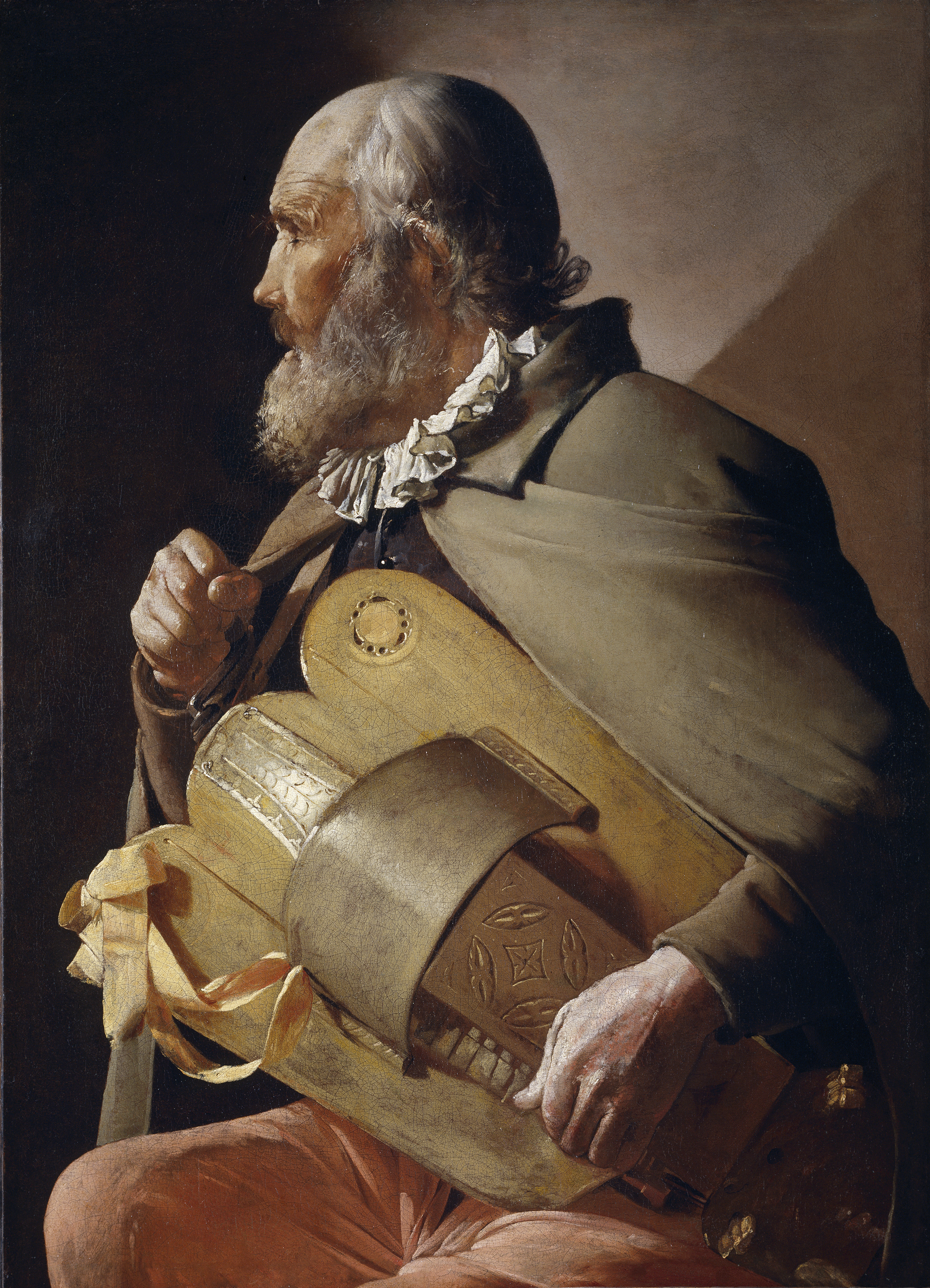
Ciego tocando la zanfonía, 1610-1630, Museo del Prado.